# Sebastiano Baggio
Pour les articles homonymes, voir Baggio.
Sebastiano Baggio (né le 16 mai 1913 à Rosà, en Vénétie, Italie, et mort le 21 mars 1993 à Rome) est un cardinal italien de l'Église catholique du XXe siècle, nommé par le pape Paul VI.

## Biographie
Sebastiano Baggio étudie à Vicence et à Rome. Après son ordination, Bertoli exerce des fonctions auprès de plusieurs nonciatures apostoliques. Il est nommé aumônier national des scouts italiens en 1950.
Baggio est nommé archevêque titulaire d'Éphèse (de) en 1953 et est consacré le 26 juillet de la même année par Adeodato Giovanni Piazza avec comme co-consécrateurs Antonio Samorè et Carlo Zinato (it). Il est envoyé comme nonce apostolique au Chili (en), délégué apostolique au Canada et nonce apostolique au Brésil (en). Il assiste au concile Vatican II (1962-1965). 
Le pape Paul VI le crée cardinal lors du consistoire du 28 avril 1969. Baggio est archevêque de Cagliari de 1969 à 1973. De 1973 à 1984, il est préfet de la Congrégation pour les évêques et président de la Commission pontificale pour l'Amérique latine. Il est un des favoris pour le conclave de 1978.
En 1984, à la demande du Chili, il intervient comme négociateur dans le conflit du Beagle.
De 1984 à 1990, il est président de la Commission pontificale pour l'État de la Cité du Vatican, au troisième rang derrière le pape et le secrétaire d'État. À partir de 1985, il est aussi camerlingue de la Sainte Église romaine et cardinal-patron de l'ordre souverain de Malte. Baggio participe aux deux conclaves de 1978 (élection de Jean-Paul Ier et de Jean-Paul II).

## Distinction
- Chevalier d'honneur et de dévotion de l'ordre souverain militaire et hospitalier de Saint-Jean de Jérusalem, de Rhodes et de Malte

## Succession apostolique
Sebastiano Baggio a ordonné les évêques suivants :
- Évêque Antonio María Michelato Danese, O.S.M. (1955)
- Archevêque José Manuel Santos (es), O.C.D. (1955)
- Archevêque Francisco de Borja Valenzuela (es) (1956)
- Évêque Francisco Maximiano Valdés Subercaseaux, O.F.M.Cap. (1956)
- Évêque Carlos Guillermo Hartl de Laufen (es), O.F.M.Cap. (1957)
- Archevêque Emilio Tagle Covarrubias (es) (1958)
- Archevêque Alberto Rencoret Donoso (es) (1958)
- Archevêque Louis Joseph Jean Marie Fortier (1961)
- Évêque Jacques Landriault (de) (1962)
- Évêque Norman Joseph Gallagher (1963)
- Évêque Jules Leguerrier (de), O.M.I. (1964)
- Évêque Pedro Paulo Koop (de), M.S.C. (1964)
- Évêque Giocondo Maria Grotti (de), O.S.M. (1965)
- Évêque Giuseppe Maritano (de), P.I.M.E. (1966)
- Évêque Ângelo Félix Mugnol (pt) (1966)
- Évêque Luiz Roberto Gomes de Arruda (pt), T.O.R. (it) (1966)
- Archevêque Pedro Antônio Marchetti Fedalto (pt) (1966)
- Archevêque Gilberto Pereira Lopes (pt) (1966)
- Évêque Angelo Maria Rivato (de), S.I. (1967)
- Évêque Michele Alagna Foderá (de), S.D.B. (1967)
- Évêque Alquilio Álvarez Díez (pt), O.A.R. (1967)
- Évêque Francis Paul McHugh (pt), S.F.M. (1967)
- Archevêque Juvenal Roriz (de), C.SS.R. (1967)
- Évêque Tomás Balduíno, O.P. (1967)
- Évêque Jorge Scarso (it), O.F.M.Cap. (1968)
- Évêque Benjamin de Souza Gomes (de) (1968)
- Évêque Giovanni Cogoni (it) (1970)
- Évêque Salvatore Delogu (it) (1972)
- Archevêque Ottorino Pietro Alberti (it) (1973)
- Cardinal Anastasio Alberto Ballestrero, O.C.D. (1974)
- Archevêque Giuseppe Casale (it) (1974)
- Évêque Giovanni Benedetti (it) (1975)
- Archevêque Vincenzo Franco (it) (1975)
- Archevêque Pier Giuliano Tiddia (it) (1975)
- Archevêque Salvatore Isgrò (it) (1975)
- Évêque Giovanni Pes (it) (1975)
- Évêque Giovanni D'Ascenzi (it) (1975)
- Archevêque Luigi Bommarito (it) (1976)
- Archevêque Giovanni Maria Sartori (it) (1977)
- Abbé-évêque Martino Matronola (it), O.S.B. (1977)
- Archevêque Andrea Mariano Magrassi (it), O.S.B. (1977)
- Archevêque Antonio Valentini (it) (1977)
- Archevêque Serafino Sprovieri (it) (1978)
- Évêque Giovanni Pisanu (it) (1978)
- Évêque Angelo Campagna (1978)
- Évêque Luigi Scuppa (de) (1978)
- Évêque Emanuele Catarinicchia (it) (1978)
- Archevêque Francesco Cuccarese (it) (1979)
- Archevêque Antonio Nuzzi (it) (1981)
- Archevêque Gerardo Pierro (it) (1981)
- Évêque Vincenzo Cozzi (1981)
- Évêque Antioco Piseddu (it) (1981)
- Évêque Benito Stanislao Andreotti (de), O.S.B. (1982)
- Évêque Martino Gomiero (it) (1982)
- Évêque Lorenzo Chiarinelli (it) (1983)
- Évêque Giovanni Paolo Gibertini (it), O.S.B. (1983)
- Archevêque Giuseppe Chiaretti (it) (1983)
- Évêque Alessandro Maggiolini (it) (1983)
- Archevêque Ettore Di Filippo (it) (1983)
- Archevêque Mario Peressin (it) (1983)
- Évêque Pietro Meloni (it) (1983)
- Évêque Emil Stehle (de) (1983)
- Évêque Franco Gualdrini (it) (1983)
- Évêque Giovanni Francesco Pala (it) (1984)
- Cardinal Agostino Marchetto (1985)